# Kavango Oriental
Kavango Oriental é uma região da Namíbia resultante da divisão da antiga região do Kavango, que foi dividida em duas em 2013. A outra nova região é o Kavango Ocidental. Com a divisão, a Namíbia passou a ter 14 regiões. O nome deriva do Rio Cubango (Okavango, na Namíbia e no Botsuana), que faz fronteira entre esta região e Angola e o Botsuana.